# Kpalimé
Palimé, anteriormente conhecido como Kpalimé, é uma cidade na região Plateaux, no Togo perto da fronteira com Gana, centrado na indústria de tecelagem e as plantações de cacau ao redor. As principais características incluem a Igreja Católica Romana, construída em 1913, as vistas espectaculares, mas distante do Lago Volta, e nas proximidades Monte Agou, o ponto mais alto no país. As especialidades locais incluem fou fou (cozido e socado tubérculos de inhame) servido com a sopa de galinha (incluindo os ossos).
Kpalime possui  uma população 101.088 habitantes é a quarta maior cidade do Togo, após Lomé, Sokodé e Kara.
A cidade é também a capital da Prefeitura do Kloto na província na região Plateaux. Localizado no coração do país dos jejes, Kpalimé está à 120 km a noroeste da capital Lomé.
Muitas vezes, é um ponto de partida para a descoberta de vários turistas através da rica região natural do planalto. A paisagem dos arredores são conhecidos por estar entre os melhores do país. Aninhado num vale rodeado por colinas verdes, perto do Monte Agou, a cidade é o centro das estradas que levam a outras partes do país e na vizinha Gana (15 km).

## Economia
A área em torno Kpalime também oferece mais de 80% da produção nacional de café e cacau.

## Transporte
A localidade tem uma estação de trem da Togo Railways.

## Cidades Irmãs
- Bressuire, França